# Municipio de Edgington
El municipio de Edgington (en inglés: Edgington Township) es un municipio ubicado en el condado de Rock Island en el estado estadounidense de Illinois. En el año 2010 tenía una población de 1508 habitantes y una densidad poblacional de 16,31 personas por km².

## Geografía
El municipio de Edgington se encuentra ubicado en las coordenadas 41°22′21″N 90°43′30″O / 41.37250, -90.72500. Según la Oficina del Censo de los Estados Unidos, el municipio tiene una superficie total de 92.44 km², de la cual 92,44 km² corresponden a tierra firme y (0 %) 0 km² es agua.

## Demografía
Según el censo de 2010, había 1508 personas residiendo en el municipio de Edgington. La densidad de población era de 16,31 hab./km². De los 1508 habitantes, el municipio de Edgington estaba compuesto por el 97,94 % blancos, el 0,33 % eran afroamericanos, el 0,07 % eran asiáticos, el 0,46 % eran de otras razas y el 1,19 % eran de una mezcla de razas. Del total de la población el 1,19 % eran hispanos o latinos de cualquier raza.